# Щуче (озеро, басейн Колозера)
Щу́че (рос. Щучье) — невелике пересихаюче озеро на Кольському півострові, знаходиться на території Оленегорського міського округу Мурманської області, Росія.
Озеро має видовжену форму, спрямоване з півночі на південь. Водойма розташована посеред болотистого масиву, тому озеро заросле та пересихаюче в спекотні роки. Для висушення навколишніх боліт та регуляції води в озері навколо нього були збудовані дренажні канали. Водойма має стік через струмок до Колозера, впадає в його східній частині. До озера також впадають струмки із сусідніх менших озер.